# Termodinàmica quàntica
La termodinàmica quàntica és l'estudi de les relacions entre dues teories físiques independents: la termodinàmica i la mecànica quàntica. Les dues teories independents aborden els fenòmens físics de la llum i la matèria. El 1905, Albert Einstein va argumentar que el requisit de consistència entre la termodinàmica i l'electromagnetisme porta a la conclusió que la llum es quantifica obtenint la relació {\displaystyle E=h\nu }. Aquest article és l'inici de la teoria quàntica. En poques dècades, la teoria quàntica es va establir amb un conjunt de regles independents. Actualment la termodinàmica quàntica aborda l'aparició de lleis termodinàmiques de la mecànica quàntica. Es diferencia de la mecànica estadística quàntica en l'èmfasi en els processos dinàmics fora d'equilibri. A més, hi ha una recerca perquè la teoria sigui rellevant per a un únic sistema quàntic individual.

## Vista dinàmica
Hi ha una connexió íntima de la termodinàmica quàntica amb la teoria dels sistemes quàntics oberts. La mecànica quàntica insereix la dinàmica a la termodinàmica, donant una base sòlida a la termodinàmica de temps finit. La hipòtesi principal és que el món sencer és un gran sistema tancat i, per tant, l'evolució del temps es regeix per una transformació unitària generada per un hamiltonià global. Per a l'escenari de bany de sistema combinat, l'hammiltonià global es pot descompondre en:
{\displaystyle H=H_{\rm {S}}+H_{\rm {B}}+H_{\rm {SB}}}
on {\displaystyle H_{\rm {S}}} és el sistema hamiltonià, {\displaystyle H_{\rm {B}}} és el bany Hamiltonià i {\displaystyle H_{\rm {SB}}} és la interacció sistema-bany. L'estat del sistema s'obté a partir d'una traça parcial sobre el sistema combinat i el bany: {\displaystyle \rho _{\rm {S}}(t)=\mathrm {Tr} _{\rm {B}}(\rho _{\rm {SB}}(t))}. La dinàmica reduïda és una descripció equivalent de la dinàmica del sistema utilitzant només operadors del sistema. Suposant la propietat de Màrkov per a la dinàmica, l'equació bàsica de moviment per a un sistema quàntic obert és l'equació de Lindblad (GKLS):
{\displaystyle {\dot {\rho }}_{\rm {S}}=-{i \over \hbar }[H_{\rm {S}},\rho _{\rm {S}}]+L_{\rm {D}}(\rho _{\rm {S}})}
{\displaystyle H_{\rm {S}}} és una part hamiltoniana (hermitiana) i {\displaystyle L_{\rm {D}}}:
{\displaystyle L_{\rm {D}}(\rho _{\rm {S}})=\sum _{n}\left(V_{n}\rho _{\rm {S}}V_{n}^{\dagger }-{\frac {1}{2}}\left(\rho _{\rm {S}}V_{n}^{\dagger }V_{n}+V_{n}^{\dagger }V_{n}\rho _{\rm {S}}\right)\right)}
és la part dissipativa que descriu implícitament a través dels operadors del sistema {\displaystyle V_{n}} la influència del bany en el sistema. La propietat de Markov imposa que el sistema i el bany no estiguin correlacionats en tot moment {\displaystyle \rho _{\rm {SB}}=\rho _{s}\otimes \rho _{\rm {B}}}. L'equació L-GKS és unidireccional i condueix a qualsevol estat inicial {\displaystyle \rho _{\rm {S}}} a una solució en estat estacionari que és una invariant de l'equació del moviment {\displaystyle {\dot {\rho }}_{\rm {S}}(t\rightarrow \infty )=0}.